# Smolyaninovita
La smolyaninovita és un mineral de la classe dels fosfats que pertany i dona nom al grup de la smolyaninovita. Rep el nom en honor de Nikolai Alekseevich Smolyaninov (Moscou, Imperi Rus, 8 de maig de 1885 - Moscou, URSS, 6 d'abril de 1957), mineralogista de la Universitat de Moscou.

## Característiques
La smolyaninovita és un arsenat de fórmula química Co₃Fe3+₂(AsO₄)₄·11H₂O. Es tracta d'una espècie aprovada per l'Associació Mineralògica Internacional, i publicada per primera vegada el 1956. Cristal·litza en el sistema ortoròmbic. La seva duresa a l'escala de Mohs és 2.
Segons la classificació de Nickel-Strunz, la smolyaninovita pertany a «08.CH: Fosfats sense anions addicionals, amb H₂O, amb cations de mida mitjana i gran, RO₄:H₂O < 1:1» juntament amb els següents minerals: walentaïta, anapaïta, picrofarmacolita, dittmarita, niahita, francoanel·lita, taranakita, schertelita, hannayita, struvita, struvita-(K), hazenita, rimkorolgita, bakhchisaraitsevita, fahleïta, barahonaïta-(Al) i barahonaïta-(Fe).

## Formació i jaciments
Va ser descoberta al dipòsit de níquel i cobalt de Khovu-Aksy, situat al districte de Chedi-Kholsky (Tuvà, Rússia). També ha estat descrita a Austràlia, Irlanda, Anglaterra, Suècia, Alemanya, Suïssa, Espanya, Portugal i el Marroc.